# تودور كراستيف
تودور كراستيف (بالبلغارية: Тодор Кръстев)‏ هو لاعب كرة قدم بلغاري في مركز حراسة المرمى، ولد في 1 يونيو 1945 في ستارا زاغورا في بلغاريا، وتوفي بنفس المكان في 9 مايو 2000. شارك مع منتخب بلغاريا لكرة القدم. أما مع النوادي، فقد لعب مع او في سي سليفن 2000 ونادي بيروي ستارا زاغورا.

## وصلات خارجية
- تودور كراستيف على موقع قاعدة بيانات كرة القدم.إي يو (الإنجليزية)
- تودور كراستيف على موقع ناشيونال فوتبول تيمز (الإنجليزية)
- تودور كراستيف على موقع عالم كرة القدم.نت (الإنجليزية)
- تودور كراستيف على موقع أوليمبيديا (الإنجليزية)